# Skeleton ai XXIII Giochi olimpici invernali - Singolo maschile
Nello skeleton ai XXIII Giochi olimpici invernali la gara del singolo maschile si è disputata nelle giornate del 15 e 16 febbraio nella località di Daegwallyeong sulla pista dell'Alpensia Sliding Centre.
Campione olimpico uscente era il russo Aleksandr Tret'jakov, vincitore nell'edizione di Soči 2014, davanti al lettone Martins Dukurs e allo statunitense Matthew Antoine.

## Sistema di qualificazione
In base a quanto previsto dal regolamento di qualificazione ai Giochi, potevano partecipare alla competizione al massimo 30 skeletonisti suddivisi secondo le seguenti quote: 3 nazioni potevano schierare tre atleti, 6 nazioni potevano schierarne due e altre 5 potevano schierarne soltanto uno. I rimanenti posti erano riservati eventualmente ai continenti che non avevano atleti inclusi nella graduatoria dei primi 26 contendenti di cui sopra, inoltre veniva garantito un posto per un atleta sudcoreano, in qualità di nazione ospitante i Giochi. Tenendo conto di questo sistema di selezione, la quota degli atleti schierabili da ogni comitato olimpico nazionale venne calcolata in base alla graduatoria dell'IBSF Ranking (classifica a punti comprendente le gare di Coppa del Mondo, Coppa Intercontinentale, Coppa Europa e Coppa Nordamericana, con pesi differenti) al 14 gennaio 2018. Eventuali ulteriori posti avanzati potevano essere assegnati scorrendo il suddetto Ranking IBSF. La scelta degli atleti veri e propri era tuttavia a discrezione di ogni comitato nazionale, a patto che essi soddisfacessero determinati requisiti di partecipazione a gare internazionali disputatesi nella stagione pre-olimpica e sino al 14 gennaio 2018.

## Atleti qualificati
Il 22 gennaio 2018 la IBSF diramò i comunicati ufficiali in merito ai 30 atleti qualificati ai Giochi. La rappresentativa austriaca, che aveva qualificato due atleti, decise di portarne soltanto uno, pertanto la sua quota fu riassegnata alla Norvegia; allo stesso modo la Svizzera rifiutò la propria quota, che venne quindi assegnata a Israele..

Differente invece era la situazione della squadra russa, che in base ai criteri di qualificazione aveva diritto a schierare tre atleti, ma poiché il CIO aveva squalificato il loro comitato olimpico a causa delle vicende relative al doping di Stato venute alla luce negli ultimi anni, la partecipazione degli atleti venne garantita, sotto le insegne olimpiche, a tutti coloro che avevano rispettato una serie di rigidi criteri e che risultarono al di sopra di qualunque sospetto doping da parte di una apposita commissione del CIO stesso; conseguentemente a ciò, in data 28 gennaio 2018, il Comitato Olimpico Russo decise di portare in gara due soli atleti rinunciando a una quota, la quale venne poi riassegnata alla Giamaica.
- Nazioni con tre atleti:  Germania,  Canada.
- Nazioni con due atleti:  Atleti Olimpici dalla Russia,  Lettonia,  Stati Uniti,  Gran Bretagna,  Corea del Sud e  Giappone.
- Nazioni con un atleta:  Austria,  Nuova Zelanda,  Cina,  Spagna,  Australia,  Ghana[6],  Italia,  Romania,  Ucraina,  Norvegia[7],  Israele[8] e  Giamaica[9].

## Record del tracciato
Prima della manifestazione i record del tracciato dell'Alpensia Sliding Centre erano i seguenti:
| Partenza | 4"61  | Yun Sung-bin Corea del Sud | 17 marzo 2017 |
| Pista    | 50"64 | Martins Dukurs Lettonia    | 17 marzo 2017 |

Durante la competizione sono stati battuti i seguenti record:
| Record   | Data        | Evento   | Atleta       | Nazione       | Tempo |
| -------- | ----------- | -------- | ------------ | ------------- | ----- |
| Pista    | 15 febbraio | manche 1 | Yun Sung-bin | Corea del Sud | 50"28 |
| Partenza | 15 febbraio | manche 2 | Yun Sung-bin | Corea del Sud | 4"59  |
| Pista    | 15 febbraio | manche 2 | Yun Sung-bin | Corea del Sud | 50"07 |
| Pista    | 16 febbraio | manche 4 | Yun Sung-bin | Corea del Sud | 50"02 |

## Classifica di gara
| Pos. | Atleta                    | Nazione                      | 1ª manche | 2ª manche | 3ª manche | 4ª manche  | Totale  | Distacco |
| ---- | ------------------------- | ---------------------------- | --------- | --------- | --------- | ---------- | ------- | -------- |
|      | Yun Sung-bin              | Corea del Sud                | 50"28     | 50"07     | 50"18     | 50"02 (TR) | 3'20"55 | —        |
|      | Nikita Tregubov           | Atleti Olimpici dalla Russia | 50"59     | 50"50     | 50"53     | 50"56      | 3'22"18 | +1"63    |
|      | Dom Parsons               | Gran Bretagna                | 50"85     | 50"41     | 50"33     | 50"61      | 3'22"20 | +1"65    |
| 4    | Martins Dukurs            | Lettonia                     | 50"85     | 50"38     | 50"32     | 50"76      | 3'22"31 | +1"76    |
| 5    | Tomass Dukurs             | Lettonia                     | 50"88     | 50"58     | 50"65     | 50"63      | 3'22"74 | +2"19    |
| 6    | Kim Ji-soo                | Corea del Sud                | 50"80     | 50"86     | 50"51     | 50"81      | 3'22"98 | +2"43    |
| 7    | Axel Jungk                | Germania                     | 50"77     | 51"01     | 50"83     | 50"99      | 3'23"60 | +3"05    |
| 8    | Christopher Grotheer      | Germania                     | 51"05     | 51"06     | 51"01     | 50"93      | 3'24"05 | +3"50    |
| 9    | Alexander Gassner         | Germania                     | 51"05     | 51"08     | 51"04     | 50"93      | 3'24"10 | +3"55    |
| 10   | Jerry Rice                | Gran Bretagna                | 51"06     | 51"15     | 51"04     | 50"99      | 3'24"24 | +3"69    |
| 11   | Matt Antoine              | Stati Uniti                  | 51"16     | 50"98     | 50"91     | 51"34      | 3'24"39 | +3"84    |
| 12   | Vladyslav Heraskevyč      | Ucraina                      | 51"26     | 50"16     | 51"21     | 50"84      | 3'24"47 | +3"92    |
| 13   | Geng Wenqiang             | Cina                         | 51"51     | 50"87     | 51"18     | 51"09      | 3'24"65 | +4"10    |
| 14   | Rhys Thornbury            | Nuova Zelanda                | 50"90     | 51"03     | 50"65     | 52"14      | 3'24"72 | +4"17    |
| 15   | Vladislav Marčenkov       | Atleti Olimpici dalla Russia | 51"27     | 51"49     | 51"05     | 51"37      | 3'25"18 | +4"63    |
| 16   | John Daly                 | Stati Uniti                  | 51"23     | 51"15     | 51"33     | 51"64      | 3'25"35 | +4"80    |
| 17   | Kevin Boyer               | Canada                       | 51"46     | 51"24     | 51"14     | 51"56      | 3'25"40 | +4"85    |
| 18   | Matthias Guggenberger     | Austria                      | 51"38     | 51"29     | 51"81     | 51"25      | 3'25"73 | +5"18    |
| 19   | John Farrow               | Australia                    | 51"64     | 51"31     | 51"40     | 51"53      | 3'25"88 | +5"33    |
| 20   | Alexander Henning Hanssen | Norvegia                     | 51"44     | 51"51     | 51"37     | 51"37      | 3'25"89 | +5"34    |
| 21   | Dave Greszczyszyn         | Canada                       | 51"73     | 51"31     | 51"57     | NQ         | 2'34"61 | -        |
| 22   | Hiroatsu Takahashi        | Giappone                     | 52"00     | 51"50     | 51"19     | NQ         | 2'34"69 | -        |
| 23   | Ander Mirambell           | Spagna                       | 51"64     | 52"06     | 51"59     | NQ         | 2'35"29 | -        |
| 24   | Barrett Martineau         | Canada                       | 51"94     | 51"76     | 51"70     | NQ         | 2'35"40 | -        |
| 25   | Dorin Velicu              | Romania                      | 51"91     | 51"51     | 52"02     | NQ         | 2'35"44 | -        |
| 26   | Katsuyuki Miyajima        | Giappone                     | 51"63     | 52"15     | 51"80     | NQ         | 2'35"58 | -        |
| 27   | Joseph Luke Cecchini      | Italia                       | 51"88     | 51"80     | 51"96     | NQ         | 2'35"64 | -        |
| 28   | Adam Edelman              | Israele                      | 52"48     | 52"43     | 52"35     | NQ         | 2'37"26 | -        |
| 29   | Anthony Watson            | Giamaica                     | 53"13     | 54"31     | 53"57     | NQ         | 2'40"52 | -        |
| 30   | Akwasi Frimpong           | Ghana                        | 53"97     | 54"46     | 53"69     | NQ         | 2'42"12 | -        |

Data: Giovedì 15 febbraio 2018

Ora locale 1ª manche: 10:00

Ora locale 2ª manche: 12:25

Data: Venerdì 16 febbraio 2018

Ora locale 3ª manche: 9:30

Ora locale 4ª manche: 12:10

Pista: Alpensia Sliding Centre 

Legenda:
- NQ = non qualificato per la quarta manche
- DNS = non partito (did not start)
- DNF = prova non completata (did not finish)
- DSQ = squalificato (disqualified)
- Pos. = posizione
- in grassetto: miglior tempo di manche